# USS Lyman K. Swenson (DD-729)
O USS Lyman K. Swenson (DD-729) foi um Destroyer norte-americano que serviu durante a Segunda Guerra Mundial.
|  |

## Comandantes
| Comandante                     | Data                                   |
| ------------------------------ | -------------------------------------- |
| Cdr. Francis Thomas Williamson | 2 de Maio de 1944 - 31 de Maio de 1945 |